# Czesław Grzechowiak
Czesław Grzechowiak – ogniomistrz artylerii Wojska Polskiego, kawaler Orderu Virtuti Militari.

## Życiorys
Syn Tomasza. Po zakończeniu I wojny światowej został przyjęty do Wojska Polskiego. W stopniu plutonowego uczestniczył w wojnie polsko-bolszewickiej 1920 w szeregach 7 pułku artylerii ciężkiej. Podczas walk pod Oranami przeciw sprzymierzonym z bolszewikami Litwinom odznaczył się powstrzymaniem wroga ostrzeliwując i powstrzymując jego natarcie z odległości 500 m, za co otrzymał Order Virtuti Militari.
Po wojnie pozostał w służbie artylerii Wojska Polskiego. W latach 20. w stopniu ogniomistrza służył w Centralnej Szkole Wojskowej Gimnastyki i Sportów w Poznaniu, gdzie był instruktorem gimnastyki i walki bagnetem.

## Ordery i odznaczenia
- Krzyż Srebrny Orderu Wojskowego Virtuti Militari nr 3345 – 1922[3]
- Medal Pamiątkowy za Wojnę 1918–1921
- Medal Dziesięciolecia Odzyskanej Niepodległości